# فرودگاه وامپولا
فرودگاه وامپولا (به انگلیسی: Vampula Airfield) (به زبان بومی: Vampulan lentokenttä) یک فرودگاه همگانی است که یک باند فرود آسفالت و شن دارد و طول باند آن ۹۰۰ متر است. این فرودگاه در کشور فنلاند قرار دارد و در ارتفاع ۹۰ متری از سطح دریا واقع شده است.